# Junji Ito: Collection
Junji Ito: Collection (伊藤潤二「コレクション」, Itō Junji "korekushon") est une série d'animation japonaise d'anthologie produite par le studio Deen, adaptant les œuvres de Junji Itō à l'occasion de ses trente années de carrière de mangaka. Elle est diffusée le 5 janvier 2018 en avant-première sur WOWOW puis à partir du 7 janvier 2018 sur Tokyo MX jusqu'au 23 mars 2018.

## Synopsis
Monstres, malédictions et phénomènes surnaturels, la série est une collection d’histoires horrifiques courtes, adaptées de l'univers du mangaka Junji Itō. Parmi celles-ci on retrouve des récits issue de Tomié ou encore du Journal de Soïchi.

## Personnages

### Personnages principaux
Fuchi
Voix japonaise : Mami Koyama
Oshikiri
Voix japonaise : Hiro Shimono
Tomie
Voix japonaise : Rie Suegara
Sōichi
Voix japonaise : Yuji Mitsuya
Le bel homme au croisement des routes
Voix japonaise : Hikaru Midorikawa
Yūko
Voix japonaise : Kaori Nazuka

### Autres personnages
Le doublage des autres personnages de la série est notamment assuré par Yūki Kaji, Ryōhei Kimura, Nobunaga Shimazaki, Daisuke Namikawa, Daisuke Hirakawa, Yoshimasa Hosoya et Hiroyuki Yoshino pour les personnages masculins, et par Kujira, Maki Shintaku, Natsumi Takamori, Romi Park, Yōko Hikasa et Kaori Mizuhashi pour les personnages féminins.

## Épisodes
1. Les caprices et malédictions de Sôichi – Les funérailles des poupées infernales
2. Le mannequin – De longs rêves
3. Le beau jeune homme du croisement – La fille limace
4. Frissons – La maison des marionnettes
5. Une étrange histoire d’Oshikiri – Des profs en tissu
6. La fenêtre d’à côté – Une séparation en douceur
7. Le disque d’occasion – La ville sans rues
8. Mes vénérables ancêtres – Le cirque est arrivé
9. Le peintre – Les fruits sanglants
10. Glycéride – Le pont
11. Le nouvel élève – Les épouvantails
12. Écrasé – Rumeurs
13. OVA 1 : Tomie Part 1
14. OVA 2 : Tomie Part 2

## Production

### Développement
La série d'animation est produite par le Studio Deen et réalisée par Shinobu Tagashira, sur un scénario adapté des mangas de Junji Itō par Kaoru Sawada. La direction sonore est assurée par Hozumi Gōda et la musique composée par Yūki Hayashi.
La série est prévue en avant-première sur WOWOW le 5 janvier 2018, puis diffusée sur Tokyo MX à partir du 7 janvier 2018.

### Génériques
Le générique d'ouverture, Shichitenbattō no Blues, est interprété par The Pinballs, et celui de fin, Tagai no Uchū, par JYOCHO.